# CCM2
CCM2‏ (CCM2 scaffold protein) هوَ بروتين يُشَفر بواسطة جين CCM2 في الإنسان.